# Susan Richter
Susan Richter (* 1971 in Karl-Marx-Stadt) ist eine deutsche Historikerin.
Von 1994 bis 2002 studierte sie Geschichte und Germanistik an der Universität Heidelberg (2002 Magister Artium in Geschichte und Germanistik). Nach der Promotion 2007 im Fach neuere Geschichte an der Universität Heidelberg (Betreuung durch Eike Wolgast, Zweitgutachter: Thomas Maissen) war sie seit April 2008 Nachwuchsgruppenleiterin einer vierköpfigen Forschergruppe im Exzellenz-Cluster „Asia and Europe“; Projekt A4: „The Fascination of Efficiency. Migrating Ideas and Emerging Bureaucracies since the Early Modern Era“. Nach der Erteilung der venia legendi für Neuere und Neueste Geschichte 2013 vertrat sie bis 2019 im Rahmen einer Langzeitvertretung den Lehrstuhl für die Geschichte der Frühen Neuzeit an der Universität Heidelberg. Seit 2019 ist sie Professorin für die Geschichte der Frühen Neuzeit an der Universität Kiel. Einen Ruf an die Universität der Bundeswehr in München auf die Professur für die Geschichte der Frühen Neuzeit hat sie 2020 abgelehnt.

## Schriften (Auswahl)
- Fürstentestamente der frühen Neuzeit. Politische Programme und Medien intergenerationeller Kommunikation. Göttingen 2009, ISBN 978-3-525-36073-6.
- mit Armin Schlechter: Zwischen allen Welten. Die Lebenserinnerungen der ersten Heidelberger Professorin Gerta von Ubisch. Ostfildern 2011, ISBN 978-3-7995-0890-2.
- Pflug und Steuerruder. Zur Verflechtung von Herrschaft und Landwirtschaft in der Aufklärung. Böhlau, Köln 2015, ISBN 3-412-22355-7.
- mit Angela Siebold und Urte Weeber: Was ist Freiheit? Eine historische Perspektive. Campus, Frankfurt am Main 2016, ISBN 3-593-50621-1.
- (Hrsg.) Verfolgter Unglaube. Atheismus und gesellschaftliche Exklusion in historischer Perspektive. Campus, Frankfurt am Main 2018, ISBN 978-3-593-39060-4.